# Mohamed Tarabulsi
Mohamed Tarabulsi (né le 26 septembre 1950 à Beyrouth et mort le 21 août 2002) est un haltérophile libanais ayant remporté la médaille d'argent dans la catégorie des poids moyens lors des Jeux olympiques d'été de 1972 à Munich en Allemagne.

## Palmarès

### Jeux olympiques
- Jeux olympiques de 1972 à Munich,  Allemagne
  -  Médaille d'argent